# Die Kunst der Fuge (Album)
Die Kunst der Fuge ist ein Klassikalbum mit Johann Sebastian Bachs Kunst der Fuge, die von Pierre-Laurent Aimard eingespielt und im Januar 2008 von Deutsche Grammophon veröffentlicht wurde.

## Entstehung
Aufgenommen wurde im Herbst 2007 im Mozartsaal des Wiener Konzerthauses.
Im Jahr 2009 erschien der Dokumentarfilm Pianomania – Die Suche nach dem perfekten Klang, der vorrangig die Vorbereitung und die Aufnahme von Bachs Kunst der Fuge durch Aimard thematisiert.

## Stücke
1. Contrapunctus 1 – 03:01
2. Contrapunctus 2 – 02:38
3. Contrapunctus 3 – 03:11
4. Contrapunctus 4 – 03:05
5. Contrapunctus 5 – 03:07
6. Contrapunctus 6. a 4 in Stylo Francese – 04:40
7. Contrapunctus 7. a 4 per Augmentationem et Diminutionem – 04:09
8. Contrapunctus 8. a 3 – 07:01
9. Contrapunctus 9. a 4 alla Duodecima – 02:18
10. Contrapunctus 10. a 4 alla Decima – 03:44
11. Contrapunctus 11. a 4 – 07:04
12. Contrapunctus inversus 12.1 a 4 – 03:01
13. Contrapunctus inversus 12.2 a 4 – 03:14
14. Contrapunctus inversus 13.1 a 3 – 02:08
15. Contrapunctus inversus 13.2 a 3 – 02:16
16. 14. Canon alla Ottava – 02:20
17. 15. Canon alla Decima in Contrapunto alla Terza – 04:16
18. 16. Canon alla Duodecima in Contrapunto alla Quinta – 01:59
19. 17. Canon per augmentationem in Contrario Motu – 08:03
20. 18. Fuga a 3 Soggetti (Contrapunctus 14) – 07:18

## Rezeption
Die Rezension für Spiegel Online, in der Joachim Kronsbein Bachs Kunst der Fuge u. a. „ein verzwickt-ausgeklügeltes Werk von nahezu mathematisch entschlüsslbarer Schönheit“ nennt, schließt mit dem Plazet:

„Eine Aufnahme für Kenner, für die happy few, die ihre Freude daran haben werden, über Details und Gesamtkonzeption zu richten und ausgiebig zu rechten.“

Zu einem ähnlich wohlwollenden Urteil kam mit ein paar Tagen Latenz auch Klassik Akzente:

„Ein Schmuckstück seiner Künstlerdiskographie und zugleich ein würdiger Einstand bei seinem neuen Label Deutsche Grammophon.“

Bei einem Konzert, welches ungefähr einen Monat nach der Veröffentlichung des Albums folgte, hielt Wolfram Goertz für Die Zeit fest:

„Wie schon in seiner aktuellen CD-Aufnahme (DGG 477 7345) spielt Aimard erwärmend, liebend, dienend und stellenweise aufregend schön.“

Noch sechs Jahre später wurde die Aufnahme positiv zur Kenntnis genommen, wie sich in einer Rezension des damals aktuellen Werks Aimards mit einer kumulativen Zusammenfassung zeigte:

„Die Kritik hat ihn dafür mit Lob geradezu überschüttet, mit Lob über die Transparenz, die intellektuelle Klarheit, und nicht zuletzt auch die Bescheidenheit, mit der er an dieses opus Magnum herangegangen ist.“